# Stribog

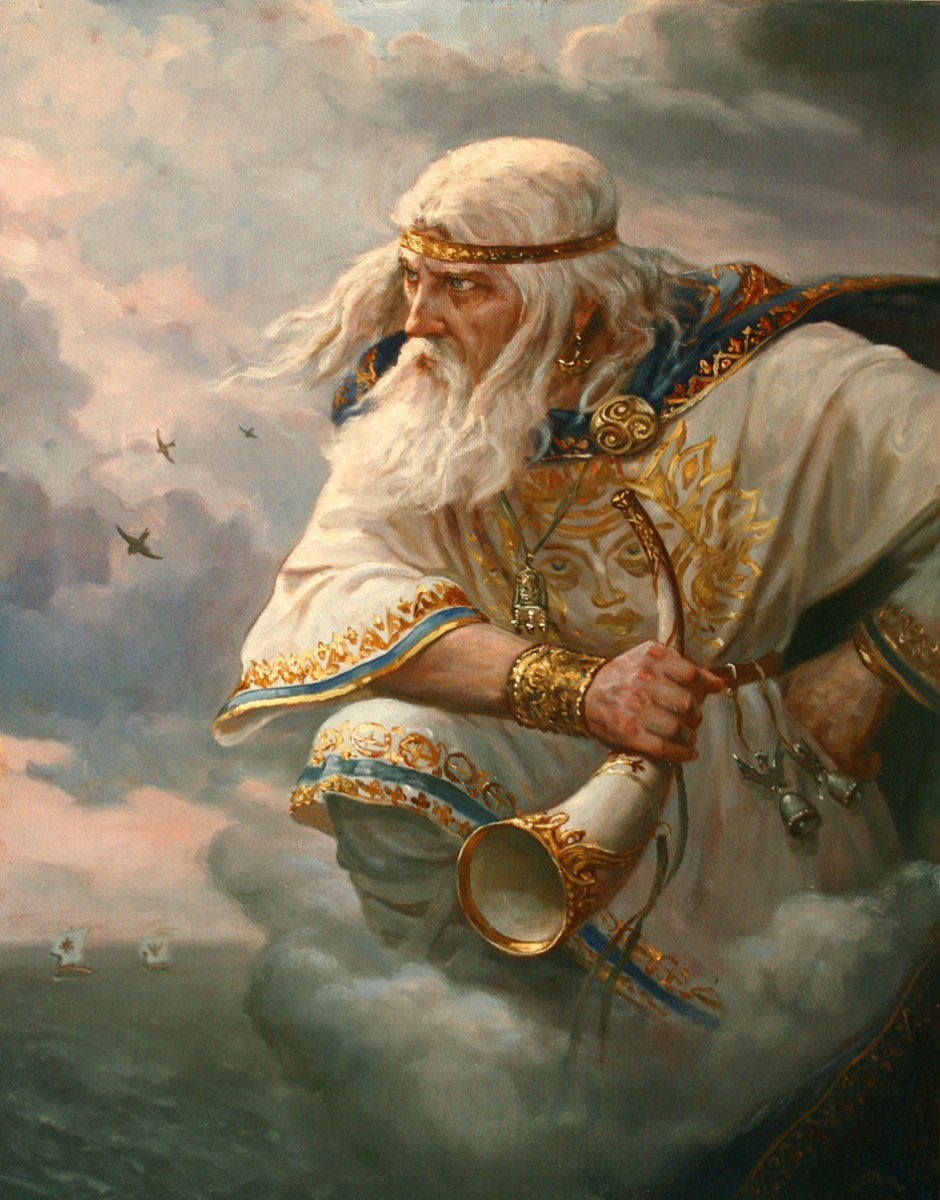
Stribog (Öl auf Leinwand)

Stribog ist ein slawischer Gott mit unklarer Zuständigkeit, der meist als Windgottheit gedeutet wird. Er gehörte neben Perun, Dažbog, Simargl, Mokosch und Chors zu den sechs „Hauptgöttern“, deren Idole Fürst Vladimir I. 980 in Kiew aufstellen ließ.
Sein Name ist in der Nestorchronik, in einer russischen Übersetzung des Johannes Chrysostomos aus dem 11. Jahrhundert sowie im Igorlied überliefert, in dem die Winde, die dem Heer Igors entgegenwehen und vom Meer aus Pfeile aussenden, als „Enkel Stribogs“ bezeichnet werden. Indizien auf eine weitere Verbreitung seines Kultes liegen in Form von Ortsnamen aus Polen, Russland und dem Gebiet der Elb- und Ostseeslawen vor.
Die Etymologie ist unsicher. Der Name wird mit dem persischen Sribagha (der schöne Gott) in Verbindung gebracht, einem Beinamen des Schöpfergottes Ahura Mazda, aber auch eine slawische Herkunft wird diskutiert.
Seit 2015 ist er Namensgeber für die Stribog Mountains auf der Brabant-Insel in der Antarktis.